# Marija Jovanović
 Ikke at forveksle med Marija Jovanović (serbisk håndboldspiller).
Marija Jovanović (født 26. december 1985 i Titograd, SFR Jugoslavien) er en tidligere kvindelig montenegrinsk håndboldspiller, som senest i 2019 spillede for ungarske Ferencváros TC og Montenegros kvindehåndboldlandshold.

## Karriere
Jovanović spillede to år i Medicinar Šabac, før hun skiftede til den montenegrinske storklub Budućnost i 2006. Efter fem år i klubben, med seks seriemesterskaber og seks cupguld, flyttede hun til Rumænien og Vâlceaklubben Oltchim. Jovanović tog to seriemesterskaber med Oltchim, før hun i 2013 skrev kontrakt med den russiske klub Astrakhanotsjka. Der blev hun kun i én sæson, før hun skiftede til den franske hovedstadsklub Issy Paris Hand.

## Meritter

### Budućnost
- Montenegrinsk seriemester: 2006, 2007, 2008, 2009, 2010, 2011
- Montenegrinsk cupmester: 2006, 2007, 2008, 2009, 2010, 2011
- Regional liga:
  - Guld 2010, 2011
  - Sølv 2009
- Cupvinnercupen: 2006, 2010

### Oltchim
- Rumænsk seriemester: 2012, 2013
- Rumænsk supercupmester: 2011

### Landsholdet
- Håndbold-EM 2012:  Guld
- Sommer-OL 2012:  Sølv